# Aplasie médullaire
 Mise en garde médicale
L’aplasie médullaire est l'insuffisance de production par la moelle osseuse des différentes lignées sanguines, secondaire à la raréfaction plus ou moins durable des cellules souches hématopoïétiques.

## Épidémiologie
C'est une maladie rare dont l'incidence est de 2 cas/1 000 000 personnes/an, en Europe et aux États-Unis. La prévalence est de 1/250 000 personnes. Elle est plus répandue en Asie où l'incidence atteint 7,4 cas/1 000 000 d'habitants en Chine.

## Diagnostic
Le diagnostic est suspecté par l'examen clinique puis confirmé par les examens complémentaires :
- présentation clinique pouvant associer un syndrome anémique, infectieux ou hémorragiques selon les lignées atteintes, sans syndrome tumoral (pas d'adénopathie, splénomégalie ni hépatomégalie) ;
- l'hémogramme montre une pancytopénie avec atteinte plus ou moins sévère de toutes les lignées cellulaires, sans cellule anormale à l'analyse du frottis sanguin. L'installation des cytopénies peut être brutale ou plus progressive sur quelques mois ;
- le myélogramme montre une moelle pauvre ou désertique, sans signes de myélodysplasie ;
- le caryotype médullaire pour éliminer un syndrome myélodysplasique primitif ou une évolution clonale de l'aplasie médullaire ;
- la biopsie ostéo-médullaire est l'examen indispensable au diagnostic et montre une disparition complète ou partielle du tissu hématopoïétique (richesse <30 % pour l'âge), avec de rares zones cellulaires entre les adipocytes. Elle confirme l'absence de prolifération cellulaire anormale ni de myélofibrose[3].

## Causes
Chez l'adulte, l'aplasie médullaire est très majoritairement acquise (>95 %) et beaucoup plus rarement de nature constitutionnelle. Cependant, on peut évoquer une cause constitutionnelle à des âges avancés, jusqu'à 40 ans.

### Aplasies médullaires constitutionnelles (20%)
- Anémie de Fanconi
- Dyskératose congénitale
- Syndrome de Shwachman-Diamond
- Syndrome GATA2
- Amégacaryocytose congénitale
- Anémie de Blackfan-Diamond

### Aplasies médullaires acquises (80%)

#### Toxiques ou médicamenteuses (<5%)
- Antibiotiques : sulfamides (cotrimoxazole[4]), linézolide
- Anti-inflammatoires : AINS, sulfasalazine
- Antithyroïdiens : carbimazole, thiouracile
- Psychotropes : phénothiazines, dosulépine
- Autres : chloroquine, mebendazole, allopurinol, diurétique thiazidique, colchicine[5], sulfamides hypoglycémiants
- Non commercialisés en France : chloramphénicol, thiamphénicol, sels d'or
- Toxiques : dérivés du benzène, organochlorés, pesticides ou insecticides, chimiothérapies anti-mitotiques
- Drogues : MDMA (ecstasy)
- Radiations

#### Infectieuses
- Parvovirus B19, qui est responsable d'érythroblastopénies aiguës transitoires mais peut parfois provoquer de véritables aplasies.

#### Aplasie médullaire immunologiques
- Aplasie médullaire idiopathique
- Syndrome hépatite-aplasie : aplasie survenant 2-3 mois (extrême 14-225 jours), après une hépatite aiguë non virale le plus souvent bénigne et de résolution spontanée[6]. Parfois un tableau sévère entraîne une greffe hépatique, l'aplasie médullaire survient alors secondairement à la transplantation.
- HPN (Hémoglobinurie paroxystique nocturne)

## Traitement
L'indication du traitement dépend de la sévérité : une aplasie médullaire sévère ou une forme modérée nécessitant des transfusions répétées est une indication à un traitement spécifique.
Les traitements disponibles sont : 
- l'allogreffe de cellules souches hématopoïétiques ;
- le sérum anti-lymphocytaire (de cheval en ATU ou de lapin) associé à la ciclosporine ;
- la ciclosporine ;
- l'alemtuzumab ;
- les androgènes ;
- l'eltrombopag, un agoniste du récepteur à la thrombopoïétine (ARTPO).